# Mosquée Hamidija
Pour les articles homonymes, voir Hamidiye.
La mosquée Hamidija, également connue sous les noms de Rička džamija et de Riječka džamija, est située en Bosnie-Herzégovine, dans la ville de Mrkonjić Grad et dans la municipalité de Mrkonjić Grad. Elle a été construite en 1908 et est inscrite sur la liste des monuments nationaux de Bosnie-Herzégovine.